# Tibouchina cisplatensis
Tibouchina cisplatensis är en tvåhjärtbladig växtart som beskrevs av Célestin Alfred Cogniaux. Tibouchina cisplatensis ingår i släktet Tibouchina och familjen Melastomataceae. Inga underarter finns listade i Catalogue of Life.